# Украјинска дијаспора
Украјинска дијаспора (укр. Українська діаспора) је глобална заједница особа које се у етничком смислу сматрају Украјинцима или имају ближе украјинске коријене по очевој страни. Украјинци живе на готово свим континентима, најслабије су насељени у Африци а према службеним статистикама најбројнији су у Сјеверној Америци и Азији, односно Канади, САД, Русији и Казахстану. Главна међународна организација Украјинаца је Свјетски конгрес Украјинаца. Према њиховим истраживањима односно неслужбеним подацима у свијету данас изван Украјине живи око 20 милиона Украјинаца. Више милиона Украјинаца се иселило из Украјине након осамостаљивања 1991. па није у потпуности познато колико их укупно има у другим државама.
Украјинска дијаспора такође рјеђе обухвата особе чије су породице неколико генерација пребивале на украјинско етно-лингвистичком простору, али с очеве стране имају поријекло и из других народа. Украјинска дијаспора понекад обухвата и оне особе које имају украјинско поријекло по мајчиној страни. Посебан случај представља украјинска дијаспора у Русији и САД гдје се особе често идентификују према стеченом америчком или руском држављанству. Док је у САД службени број Украјинаца приближно тачан њиховој реалној бројци, у Русији тај број драстично одскаче па према одређеним истраживањима претпоставља се да реалан број Украјинаца у Русији износи између 4,3 и 7 милиона људи. Украјинска дијаспора у Русији кроз историју је имала посебан значај и допринос у развоју руске државности и културе уопштено, али се уједно сретала са облицима русификације стога је њихов стваран број до данас непознат.

## Историја и формирање украјинске дијаспоре
Украјинци своју националну историју биљеже од оснивања Антске заједнице у средишњој Украјини током 5. вијека. Посебно се та историја односи на формирање јаког словенског средишта Кијевa и династије пољанских кнежева у Кијеву и ближој околини. Већ тада биљеже се јаке миграције украјинских предака између Скандинавије и источног Римског царства. У 6. и 7. вијеку већина славонских народа пристиже на шире просторе источне и средње Европе управо са подручја западне Украјине. Овде се по први пута развија дистинкција украјинских предака од других Словена у окружењу што се посебно ишчитава у језику, менталитету и религијском увјерењу.
У 10. и 11. вијеку украјински преци поново у неколико интервала насељавају просторе западне Русије у склопу ширења Кијевске Руси, посебно ширу околину града Новгорода, и затим Владимира у данашњој Владимирској области. Након монголског напада у 13. вијека велики број украјинских предака из источних крајева Кијевске Руси сели на запад у средњу Европу, посебно у западну Украјину, јужну Бјелорусију, источну Пољску, и државе Балтика. У 15. вијеку реформисана је снажна Велика кнежевина Литванија што је стабилизовало друштвене односе на претходно зараћеним средишњим украјинским просторима на које су се у интервалима почели враћати и Украјинци. Знатан дио предака Украјинаца тада се сели у околину новог јаког политичког средишта града Москве.
У 17. вијеку почиње ново још интензивније повезивање украјинских и руских простора. Многи образовани Украјинци из политичких разлога проналазе боље и прикладније друштвено-политичке положаје на руском умјесто на пољском двору. Посебно су тада значајни пријелази украјинских умјетника, монаха, црквених великодостојника и осталих из Државне заједнице Пољске и Литваније у Московско царство. Њихов значај у Москви постао је толико велик да је ускоро и уз њихову подршку формирано обједињено Руску Империју које је почетком 18. вијека обухватило и данашњу источну Украјину. У Великом сјеверном рату, дио Украјинаца се противио сједињавању са Русијом стога су након пораза у рату преселили у земље попут Шведске, Норвешке, Финске, Данске, Њемачке, Грчке, Турске, Француске, Аустрије, Мађарске, Poljske, Словачке, Чешке, итд.

### Значајније миграције након 18. вијека
Емиграција Украјинаца постала је значајнија оснивањем Руске Империје средином 18. вијека. Одлуком да се потпуно укине украјинска аутономија, Запорошки козаци селе на простор ушћа Дунава и у руску Кубанску регију уз Азовску обалу. Такозвани Кубански козаци данас броје око 2 милиона потомака. Украјинци у 19. вијеку насељавају и најудаљеније просторе источне Русије у Азији, затим слабо насељени Казахстан гдје им је додјељена земља за обраду. У истом раздобљу насељавају и просторе Аустроугарске, затим Аргентине, Бразила, Парагваја, и других јужноамеричких држава. На пријелазу из 19. у 20. вијек Украјинци су се раширили готово по свим континентима. Након Другог свјетског рата њихов је број посебно порастао у САД, Канади, Великој Британији, Australiji i Rusiji.
Украјинска емиграција и даље је врло жива те је непознат тачан број Украјинаца у страним државама. Након успостављања украјинске независности односно на прелазу из 20. у 21. вијек, из Украјине се иселило неколико милиона Украјинаца а њихов се попис није у потпуности службено евидентирао у другим државама. Тек се претпоставља да су емигрирали у државе претходно насељене Украјинцима гдје у великом броју илегално обитавају. Што се тиче европских држава, забиљежене су значајне миграције Украјинаца у Русију, Швајцарску, Италију, Шпанију, Португал, Француску, Њемачку, Велику Британију, затим нешто мање у Финској, Шведској, Норвешкој и Исланду. Данас у свијету изван Украјине живи око 14 милиона легално пријављених грађана који имају украјинске коријене а претпоставља се да их стварно има око 20 милиона. Такође имају значајну организацију у Европи односно од 1949. активан је Европски Конгрес Украјинаца.

## Земље са већом украјинском дијаспором
- Напомена: Подаци у табели могу имати одступања или евентуалну грешку. Такође није познат реалан број Украјинаца у неким већим државама попут Велике Британије, Француске, Шпаније и других у којима реална бројка увелико одскаче од службене. У свијету тренутно живи неколико милиона Украјинаца који немају сталну боравишну дозволу или држављанство у држави боравка.

| Држава                                                   | Службени број                                            | Реалан број                                              | Главна средишта                                                                                    |
| Украјинци у дијаспори према различитим пописима из 2004. | Украјинци у дијаспори према различитим пописима из 2004. | Украјинци у дијаспори према различитим пописима из 2004. | Украјинци у дијаспори према различитим пописима из 2004.                                           |
| -------------------------------------------------------- | -------------------------------------------------------- | -------------------------------------------------------- | -------------------------------------------------------------------------------------------------- |
| Русија                                                   | 2,942,000                                                | 4,379,690 - 7.000.000                                    | Москва, Санкт Петербург, Курск, Вороњеж, Саратов, Владивосток, Приморска Покрајина, Кубан (регија) |
| Канада                                                   | 1,209,805                                                | 1,300,000                                                | Онтарио, Алберта, Манитоба, Саскачеван, Квебек, Британска Колумбија                                |
| САД                                                      | 961,113                                                  | 2,000,000                                                | Пенсилванија, Њујорк, Њу Џерзи, Масачусетс, Чикаго, Конектикат, Охајо, ...                         |
| Казахстан                                                | 896,200                                                  | 2,400,000                                                | Сјеверна и урбана средишта земље                                                                   |
| Молдавија                                                | 600,400                                                  | 650,000                                                  | Придњестровље, Кишињев                                                                             |
| Пољска                                                   | 360,000                                                  | 500,000                                                  | Урбана сјеверозападна подручја, југоисточна подручја                                               |
| Бразил                                                   | 350,000                                                  | 500,000                                                  | Парана, Сао Пауло, Санта Катарина, Рио Гранде до Сул                                               |
| Грчка                                                    | 350,000                                                  | 360,000                                                  | Солун, Атена, остала урбана средишта                                                               |
| Италија                                                  | 320,070                                                  | 350,000                                                  | Урбана средишта сјеверне Италије, Сицилија                                                         |
| Белорусија                                               | 291,000                                                  | 500,000                                                  | Брестска област и Гомељска област                                                                  |
| Узбекистан                                               | 128,100                                                  | 153,200                                                  | Урбана средишта                                                                                    |
| Чешка                                                    | 126,613                                                  | 150,000                                                  | Sudetenland                                                                                        |
| Киргистан                                                | 108,000                                                  | 108,000                                                  | Урбана средишта                                                                                    |
| Аргентина                                                | 100,000                                                  | 250,000                                                  | Буенос Ајрес, Мисионес, Чако, Мендоза, Формоса, Кордоба, Рио Негро (аргентинска провинција)        |
| Држава                                                   | Службени број                                            | Реалан број                                              | Главна средишта                                                                                    |